# La Promesa Parte 1
La Promesa Parte 1, es la primera parte de la trilogía del cómic situado en la serie Avatar: La Leyenda de Aang, principalmente ocurriendo luego del último episodio de la serie. La Promesa Parte 1 detalla las aventuras del Avatar Aang y sus amigos poco después de la Guerra de los Cien años, y junto con el resto de la trilogía proporciona un enlace a la serie spin-off La Leyenda de Korra.

## Sinopsis
La historia comienza con una secuencia de apertura actualizada señalando el final de la guerra. El Equipo Avatar se reúne con el Rey de la Tierra Kuei y decide crear el Movimiento de Restauración de la Armonía. Posteriormente, el grupo se dirige al dragón Jasmine, donde Aang y Katara se besan por un corto tiempo antes de ser interrumpidos por Sokka, quien hace una referencia a "oogies". El Equipo Avatar a continuación, toma a Appa para un paseo, donde Zuko le pide a Aang que lo maté si alguna vez se volviera como su padre.
Un año más tarde, Zuko se despierta, sintiendo que alguien se acerca con la intención de matarlo. Mientras sus guardias ignoran su afirmación, son noqueados por el asesino. Zuko comienza a atacar al agresor con fuego control, con el tiempo llegando a su derrota. Tras descubrir su rostro, Zuko ordena que le diera una razón para dejarlo vivir. Cuando el asesino, Kori, afirma que toda su vida ha sido arruinada por el Movimiento de Restauración de la Armonía y que su padre es el alcalde de Yu Dao, Zuko le perdona y se lo lleva de regreso a la colonia.
Al llegar a Yu Dao, Zuko discute con Morishita sobre los beneficios del Movimiento de Restauración de la Armonía. Cuando el alcalde se refiere a Zuko como más débil que su padre, Zuko tiene un flashback de su primer enfrentamiento con su padre como el Señor del Fuego. Ozai evita la pregunta de Zuko sobre madre, en vez invitando a Zuko a tomar el té con él y aceptar su consejo como Señor del Fuego pasado. Cuando Zuko se va, Ozai afirma que Zuko volverá. Después de una explosión de fuego contra Morishita, Zuko es llamado traidor por el alcalde.
Acercándose a la Nación del Fuego, Aang consola al alcalde Nishi acerca de regresar a la Nación del Fuego. Afirma que la vida será mejor, mientras que el alcalde sigue siendo escéptico. Después de aterrizar en la Nación del Fuego, un oficial del ejército ordena que el buque de carga volver a cargarse a la luz de la retirada de apoyo de Zukoal Movimiento de Restauración de la Armonía. Aang, Katara y Sokka inmediatamente dejan Yu Dao, donde Zuko se hospeda. En la Academia de Metal Control Beifong, los estudiantes de Toph están mirando por la ventana la crisis que pasa en Yu Dao. Toph les dice que vuelvan a sus clases y, después de escuchar a Appa volar por encima, sale de la escuela para encontrar a sus amigos. Ella usa Tierra Control para saltar sobre Appa, donde se entera de la crisis de Yu Dao.
Aang está meditando, pidiendo a Roku ayuda. Roku le recuerda a Aang que él necesita mantener el equilibrio y que Zuko está creando desequilibrio. Aang está de acuerdo, pero dice que debe hablar con Zuko en primer lugar. Después de llegar afuera de Yu Dao, Aang se encuentra con Smellerbee, informándole de la situación antes de tomar a Katara a lo largo de los muros de la ciudad en su planeador. Una vez dentro, los dos son atacados por los guardias que insisten en que las personas solo se les permite entrar con permiso de Zuko. Katara derrota a los guardias, y trata de atacar a otro que se enfrenta a Aang, pero antes de que pueda, la maestra agua es agarrada por Zuko, quien le amonesta por atacar a su "pueblo". Aang separa a los dos con Aire Control, lo que lleva a Zuko a tomar represalias. Después de bloquear el ataque, Aang entra en el Estado Avatar, intentando matar a Zuko. Katara logra calmarlo, y Zuko se compromete a hablar.
Zuko le da a la pareja un recorrido por Yu Dao, señalando como muy integrado en la vida de los ciudadanos. También explica cómo se enteró de que el alcalde de la ciudad, se casó con una maestra tierra y tuvieron una hija que también era maestra tierra. Zuko le recuerda a Aang que la Nación del Fuego pone esfuerzo en la construcción Yu Dao en su estado actual y que merecen quedarse. Katara propone una conversación con Kuei sobre el asunto, a la que el Señor del Fuego y el Avatar están de acuerdo. Aang y Katara dejan Yu Dao, aterrizando fuera para hablar con sus amigos.
Mientras Aang y Katara se encuentran dentro de Yu Dao, Sokka y Toph se quedan junto a los manifestantes. Sokka sugiere que el grupo se calme y es golpeado por una piedra pequeña. Toph se eleva en el aire en una columna de tierra y fuerza a la multitud a quedarse en silencio. Después de volar sobre los muros, Aang explica la situación a Sokka, Toph y Smellerbee. Smellerbee está enojada porque Zuko no se va y le da a Aang un ultimátum. Ella dice que va a llevar a los Combatientes de la Libertad en una revuelta si la Nación del Fuego no se va de dentro de tres días. Después de salir, Aang le da gracias a Katara por ayudarle a salir del Estado Avatar. Katara acepta su agradecimiento abrazándolo, lo que provoca que Sokka haga otra referencia a "oogies". Toph se explica el concepto a Katara por lamer su mano, lo que provocó una respuesta desagradable.
En la Capital de la Nación del Fuego, Zuko regresa a su palacio donde Mai lo espera. Ella trata de consolarlo, citando su falta de sueño. Ella trae a las Guerreras de Kyoshi como su nuevo sistema de guardias para protegerlo de los asesinos. Esa noche, Zuko se despierta de nuevo. Cuando comprueba que no hay nada afuera, Suki y Ty Lee afirman de que nada está mal. Zuko se va a buscar una bebida, haciendo té y llevándolo a la cárcel de la Capital. Se arrodilla ante la celda de la prisión de Ozai, pidiéndole consejo.

## Curiosidades
- Esta historia comienza inmediatamente después del último episodio de la serie original, "El Cometa de Sozin, Parte 4: El Avatar Aang".
- Cada personaje tiene un nuevo atuendo.
- Se revela que Ozai jamás respondió la pregunta de Zuko, acerca de que pasó con su madre, pero esto se resolvera en la próxima serie La promesa parte 3.
- Toph funda la Academia de Metal Control, la cual será el indicio para la Policía de Metal Control en La Leyenda de Korra.
- La parte principal de la historieta (así como la mayoría de la Parte 2 y Parte 3) se lleva a cabo en la "ciudad moderna" (que con el tiempo se convierte en Ciudad República) de Yu Dao, que consiste en un conglomerado de culturas diferentes (es decir, las culturas de la Nación del Fuego y el Reino Tierra). Esto contrasta con la situación unicultural de cada una de las cuatro naciones que dominó durante los acontecimientos de la serie.

- Datos: Q5964947